# Gouvernement Olmert
Pour les articles homonymes, voir Olmert.
État d'Israël
Sharon II Netanyahou II
Le gouvernement Olmert est mis en place le 4 mai 2006, à la suite de la victoire d'Ehud Olmert aux élections législatives du 28 mars 2006. Il est ici présenté dans l'ordre protocolaire.

## Composition
- Premier ministre : Ehud Olmert

### Vice-Premiers ministres
- 1er vice-Premier ministre :
  - Shimon Peres (jusqu'au 13.06.2007)
  - Haïm Ramon (04.07.2007)
- 2e vice-Premier ministre, Ministre des Affaires étrangères : Tzipi Livni
- 3e vice-Premier ministre, Ministre de la Défense
  - Amir Peretz (jusqu'au 18.06.2007)
  - Ehud Barak
- 4e vice-Premier ministre, Ministre de l'Industrie, du Commerce et de l'Emploi : Eli Yishaï
- 5e vice-Premier ministre, Ministre des Transports et de la Sécurité routière : Shaul Mofaz
- 6e vice-Premier ministre : Avigdor Liberman (30.10.2006 - 18.01.2008)

### Ministres
- Ministre du Développement du Néguev et de la Galilée et du Développement économique régional :
  - Shimon Peres (jusqu'au 13.06.2007)
  - Ehud Olmert (13.06.2007 - 04.07.2007) ad interim
  - Yaakov Edri
- Ministre des Affaires stratégiques : Avigdor Liberman (30.10.2006 - 18.01.2008)
- Ministre sans portefeuille, chargé des Relations entre le gouvernement et la Knesset :
  - Yaakov Edri (jusqu'au 04.07.2007)
  - Ruhama Avraham
- Ministre des Communications : Ariel Atias
- Ministre des Retraités : Rafi Eitan
- Ministre de l'Intégration des immigrants :
  - Ze'ev Boim (jusqu'au 04.07.2007)
  - Yaakov Edri
- Ministre des Infrastructures nationales : Binyamin Ben-Eliezer
- Ministre de la Santé : Yacov Ben-Yizri
- Ministre de l’Intérieur :
  - Ronni Bar-On (jusqu'au 04.07.2007)
  - Meir Sheetrit
- Ministre de la Sécurité intérieure : Avi Dichter
- Ministre des Finances :
  - Avraham Hirschson (jusqu'au 22.04.2007)
  - Ehud Olmert (22.04.2007 - 04.07.2007) ad interim
  - Ronni Bar-On
- Ministre du Tourisme :
  - Isaac Herzog (jusqu'au 21.03.2007)
  - Issac Aharonovitch (jusqu'au 22.07.2008)
- Ministre sans portefeuille, chargé de l'Autorité israélienne de Radiodiffusion : Eitan Cabel (jusqu'au 04.05.2007)
- Ministre sans portefeuille, chargé des Conseils religieux : Yitzhak Cohen
- Ministre de la Protection de l'environnement[1] : Gideon Ezra
- Ministre de la Culture, des Sports et des Sciences[2],[3] :
  - Ophir Pines-Paz (jusqu'au 01.11.2006)
  - Yuli Tamir (05.11.2006 - 21.03.2007) ad interim
  - Ghaleb Majadleh
- Ministre de la Justice :
  - Haïm Ramon (jusqu'au 22.08.2006)
  - Meir Sheetrit (23.08.2006 - 24.11.2006) ad interim
  - Ehud Olmert (24.11.2006 - 29.11.2006) ad interim
  - Tzipi Livni (29.11.2006 - 07.02.2007) ad interim
  - Daniel Friedman
- Ministre de la Construction et du Logement :
  - Meir Sheetrit (jusqu'au 04.07.2007)
  - Ze'ev Boim
- Ministre de l’Agriculture et du Développement rural : Shalom Simhon
- Ministre de l’Education[4] : Yuli Tamir
- Ministre des Affaires sociales et des Services sociaux[5] :
  - Ehud Olmert (jusqu'au 21.03.2007)
  - Isaac Herzog
- Ministres sans portefeuille :
  - Meshulam Nahari
  - Ghaleb Majadleh (29.01.2007 - 21.03.2007)
  - Amihai Eilon (24.09.2007)

## Informations complémentaires
- La démission d'un ministre ne prend effet que lorsque la lettre qu'il a remise au Premier ministre est acceptée par ce dernier après information au Conseil des ministres.
- La nomination d'un ministre est faite par le Conseil des ministres sur proposition du Premier ministre et approuvée par la Knesset.